# Парфёнов, Сергей Алексеевич
Серге́й Алексе́евич Парфёнов (род. 8 октября 1958, Таллин, Эстонская ССР, СССР) — советский и российский актёр театра и кино. Заслуженный артист Российской Федерации (2003), обладатель прочих профессиональных наград.

## Биография
Сергей Парфёнов родился 8 октября 1958 года в столице Эстонской ССР — Таллине в семье военного и учительницы. 
Вначале Сергей не имел с театром ничего общего. Окончил Таллинский политехнический институт, выучился на конструктора и работал на заводе «Двигатель». Его друг, инженер этого же завода, отмечая у него творческие способности, предложил поступать в театральный институт. В 1982 году Сергей приехал в Москву, поступил в театральное училище на актёрское отделение. С тех пор проживает в российской столице, по-прежнему считая себя таллинцем, ведь там, в отличие от Москвы, есть море. 
В 1986 году с отличием окончил Театральное училище имени Бориса Щукина.
В 2003 году начал свою творческую деятельность в Московском драматическом театре на Малой Бронной, до этого некоторое время проработав в труппе РАМТа и на сцене Московского театрального центра «Вишнёвый сад». Он также успешно выходил на сцену Московского академического театра сатиры, и в течение непродолжительного времени работал в других московских театрах.
Был женат на актрисе Людмиле Артемьевой.
Дочь Екатерина окончила Литературный институт имени А. М. Горького по специальности «переводчик немецкого языка».

## Фильмография
- 1969 — Дорога домой —
- 1986 — Золотая баба — Иван Антипович Рябых
- 1987 — Государственная граница — Андрей Ольховик
- 1987 — Лейтенант С. — старший лейтенант
- 1991 — Сыщик петербургской полиции —
- 2003 — Дружная семейка — продавец
- 2007 — Агентство «Алиби» —
- 2008 — Папины дочки — Станислав Иванович Захаров
- 2008 — Миссия: Пророк — друг главного героя, представитель ООН (эпизод)[1]
- 2010 — Адвокатессы — Геннадий Белинский

## Награды
- 2003 — почётное звание «Заслуженный артист Российской Федерации» — за заслуги в области искусства[2].